# Мартан-Чу
Мартан-Чу (чечен. Мартан-Чу) — село в Урус-Мартановском районе Чеченской Республики. Административный центр Мартан-Чуйского сельского поселения.

## География
Село расположено по обоим берегам реки Мартан, у северных отрогов Лесистого хребта, в 1,5 км к югу от районного центра — Урус-Мартан.
Ближайшие населённые пункты: на севере — город Урус-Мартан, на северо-востоке — село Гойское, на западе — Танги-Чу, на востоке — Гой-Чу (Комсомольское).
У юго-западной окраины села расположен памятник природы «Лесостепь».
К югу от села находятся горы Лечан-Корт и Дами-Дукъ.

## История

### В древности
История села насчитывает более 2500 лет. На территории села в 1970—1975 годах были обнаружены и исследованы два крупных аланских могильников с весьма богатым инвентарём. Среди находок особое внимание обращает медная византийская монета асс времен Валентиниана II Константинополь 9 чекана 378—383 гг. и серебренные монеты 109—110 гг. х. (727-729 гг. н. э.), бронзовые бляхи и частично сохранившиеся шашки. В катакобном могильнике аланской культуры, разрушенном при строительстве дороги, также была обнаружена монета середины VIII века.

### Позднее средневековье
Основателями села считаются представители тайпа Гендарганой.
В начале XIX века заметную роль в жизни села играли гендаргеноевцы Овка (родоначальник гендаргеноевского рода Овки-некъе) и его братья.
В юго-западной части Мартан-Чу, по северному склону Черных гор (Арц) представители семьи Овки проложили дорогу длиной 300 метров. По ней доставляли грузы, а в летнее время, когда мелели родники, воду из Мартанки — на арбах. В этой части села, в местечке Гельхин ирзу также жили, да и продолжают жить потомки Овка. Аул Гельхан упоминается А. П. Берже.
В начале XIX века семья Овки с правой стороны реки Мартанки проложила канал, пересекающий весь нынешний Урус-Мартан с юга на север. На этой новой водной артерии долго стояли мельницы потомков Овки. В 1868 году по просьбе жителей села Гойты от этого канала прорыта ветка, подпитывающая пересыхающую в летний период реку Гойта. Арык этот действует по сию пору.
Пастбища, которыми многие годы пользовались потомки Овки, при царе Николае Втором, в Столыпинскую реформу были отданы под хутора. С начала XX века началось активное заселение Мартан-Чу. В советские годы укрупнение села шло в основном путем переселения в него жителей ликвидируемых хуторов в Черных горах.
В XVIII—XIX веках в село влились хутора Дикан, Гудант-КIотар.
Во время Кавказской войны население села значительно возрасло за счёт подселившихся чеченцев из разорённых аулов Чеченской равнины.

### XX век
В 1925 году в селе проживало 1826 человек.
В 1944 году после выселения чеченцев и упразднения Чечено-Ингушской АССР, селение Мартан-Чу было переименовано в Грушёвое.
Постановлением Президиума Верховного Совета ЧИАССР от 14 августа 1989 года селу было возвращено историческое название.

## Население
| 1990  | 2002  | 2010  | 2012  | 2013  | 2014  | 2015  |
| ----- | ----- | ----- | ----- | ----- | ----- | ----- |
| 3501  | ↗5373 | ↗5983 | ↗6174 | ↗6295 | ↗6426 | ↗6586 |
| 2016  | 2017  | 2018  | 2019  | 2020  | 2021  | 2023  |
| ↗6709 | ↗6810 | ↗6942 | ↗7063 | ↗7168 | ↗7571 | ↗7721 |
| 2024  |       |       |       |       |       |       |
| ↗7877 |       |       |       |       |       |       |

## Тайпы
- Гендарганой
- Белгатой
- Варандой
- Чунгрой
- Хилдехарой
- Зумсой
- Пхьамтой
- Шарой